# گوییه فرناندز
گوییه فرناندز (انگلیسی: Guille Fernández؛ زادهٔ ۱۸ ژوئن ۲۰۰۸) بازیکن فوتبال اهل اسپانیا است.
وی همچنین در تیم‌های ملی فوتبال زیر ۱۵ سال اسپانیا و زیر ۱۷ سال اسپانیا بازی کرده است.

## زندگی شخصی
او پسرعموی بازیکن فوتبال اسپانیایی تونی فرناندز است.